# シアタースクエア (ロッテルダム)
シアタースクエア （英語：Theatre Square、オランダ語： Schouwburgplein ）はロッテルダム市の中心部に位置する広場で、周辺には市立劇場、コンサートホール、レストラン、カフェが並んでいる。 
ステージとインタラクティブなオープンスペースは、12.250平方メートルの広場はランドスケープ・アーキテクトのアドリアン・ヒューゼによって設立されたWEST8によって設計され、そのデザインは街のスカイラインに向かってパノラマを開く空隙の重要性を強調している。1996年竣工。 

## デザインについて
広場のレイアウトは一日において異なる時間帯ごとに予想される用途とその太陽との関係に基づいており、これらの太陽光帯は床に施されているさまざまな素材のモザイクパターンにも反映されている。広場の西側は銀の葉を含むエポキシの床で、東側（太陽光がより多く注ぐ）では、全長にわたって木製のベンチがあり、地面にはゴムや木材のデッキを含む暖かい素材で形成されている。テンジクアオイ属のゼラニウムもこの暖かいゾーン内において季節ごとに植栽されている。 
地下駐車場から15メートルの高さの換気塔が広場にあり、軽量の鉄骨構造でできたそれぞれはLED表示と活動化させるが、3つの塔が一体となってデジタル時計を形成し夜には塔内側から照らされ、柔らかいフィルターを通した光を広げている。広場の中央には穴のあいた金属パネルと木製の遊び場があり、金属パネルは白、緑および黒の蛍光灯で下から照らしている。さらに電気や水供給のための接続管やテントや一時的なイベントのためのフェンスを建てるための施設が床に組み込まれている。 
夜には蛍光灯が放射の天の川を形成するがこれは上げられたデッキの端の下に取り付けられている線形ライトのため、正方形全体が浮かんでいるように見える。広場の最後の主な特徴は、4つの油圧照明要素で、この構成は都市の住民によってインタラクティブに変えることが可能。 

## バックグラウンド
絶好のロケーションであるが劇場広場はかつては死んだような都会の空間と化し、あまり使用されずに荒廃していた。商業開発において特徴なき副産物であったこの状況は、West8が広場に携わるまで変化がなかったのである。